# بازی‌های آسیایی ساحلی ۲۰۱۴
بازی‌های آسیایی ساحلی ۲۰۱۴ چهارمین دوره از بازی‌های آسیایی ساحلی است که در جزیره پوکت تایلند برگزار می‌گردد. ابتدا قرار بود این بازی‌ها در فیلیپین برگزار گردد اما پس از مدتی میزبان عوض شد.
این بازی‌ها همراه با هفدهمین دوره بازی‌های آسیایی در یک سال برگزار می‌گردد.
این هفتمین باریست که تایلند میزبان یک رویداد چند ورزشی می‌باشد این کشور تا کنون میزبان ۴ دوره بازی‌های آسیایی، یک دوره بازی‌های آسیایی داخل سالن و یک دوره بازی‌های آسیایی هنرهای رزمی بوده‌است.

## ورزش‌ها
| - ورزشهای هوایی (8) - پاراگلایدر - Powered paragliding - ورزش‌های آبی - Beach water polo (۱) () - Marathon swimming (۴) () - دو و میدانی ساحلی (۱۲) () - Beach flag football (۱) () - Beach handball (۲) () - Beach kabaddi (۲) () - Beach kurash (۸) () - سامبو (۷) () | - فوتبال ساحلی (1) - والیبال ساحلی (2) - وودبال ساحلی (8) - کشتی ساحلی (6) - Bodybuilding (6) - Extreme sports (10) - Inline skate - Skateboard - BMX freestyle - Sport climbing (4) - Footvolley (1) - Jet ski (6) - Ju-jitsu (12) | - Kurash (8) - Muay (16) - Pétanque (9) - Sailing - Sailing (5) - Windsurfing (4) - Sambo (7) - Squash (2) - Triathlon (6) - Waterskiing (13) - Wakeboard - Wakeskate |

## Medal table
بیش از نیمی از مدالهای کشورهای رقیب را بانوان در این بازیها کسب کرده اند. با این حال ایران نمی تواند در این بازیها از بانوان ورزشکار استفاده کند چون مسئولان کمیته ملی المپیک حضور زنان ایرانی در تمام رشته های ساحلی حتی با وجود پوشش اسلامی و حجاب را ممنوع کرده اند. با اعلام فدراسيون جهانی كوراش ، مدال طلای بازيكن ۸۱ كيلوگرم تيم ملی كوراش ازبكستان به علت دوپينگ پس گرفته شد و نماینده ایران به مدال نقره رسید. همچنین دوپینگ کامران حسینی جم کشتی گیر طلایی ایران در این مسابقات مثبت اعلام شد. در صورتی که در جدول زیر دوپینگ کشتی گیر اعمال شود یک برنز به کره جنوبی افزوده می شود، یک طلا از ایران کم می شود، نقره قطر به طلا و برنز قزاقستان به نقره تبدیل می شود. ولی دوپینگ ورزشکار ازبکستان در جدول زیر اعمال شده است که یک طلا ازبکستان کم شد، نقره یمن به طلا، برنز ایران به نقره تبدیل شد و یک برنز هم به لبنان اضافه شد.
  *   کشور میزبان (تایلند)
| رتبه            | کشور                    | طلا | نقره | برنز | مجموع |
| --------------- | ----------------------- | --- | ---- | ---- | ----- |
| ۱               | تایلند (THA)*           | ۵۶  | ۳۷   | ۳۳   | ۱۲۶   |
| ۲               | چین (CHN)               | ۱۶  | ۱۱   | ۲۱   | ۴۸    |
| ۳               | ایران (IRI)             | ۹   | ۱۵   | ۷    | ۳۱    |
| ۴               | کره جنوبی (KOR)         | ۹   | ۱۴   | ۱۴   | ۳۷    |
| ۵               | ویتنام (VIE)            | ۸   | ۱۲   | ۲۰   | ۴۰    |
| ۶               | قزاقستان (KAZ)          | ۸   | ۹    | ۱۰   | ۲۷    |
| ۷               | اندونزی (INA)           | ۷   | ۷    | ۱۴   | ۲۸    |
| ۸               | ژاپن (JPN)              | ۷   | ۵    | ۷    | ۱۹    |
| ۹               | مغولستان (MGL)          | ۶   | ۰    | ۴    | ۱۰    |
| ۱۰              | بحرین (BRN)             | ۵   | ۲    | ۰    | ۷     |
| ۱۱              | امارات متحده عربی (UAE) | ۴   | ۳    | ۵    | ۱۲    |
| ۱۲              | چین تایپه (TPE)         | ۳   | ۸    | ۶    | ۱۷    |
| ۱۳              | فیلیپین (PHI)           | ۳   | ۲    | ۷    | ۱۲    |
| ۱۳              | هنگ کنگ (HKG)           | ۳   | ۲    | ۷    | ۱۲    |
| ۱۵              | ازبکستان (UZB)          | ۳   | ۰    | ۶    | ۹     |
| ۱۶              | پاکستان (PAK)           | ۲   | ۴    | ۴    | ۱۰    |
| ۱۷              | لبنان (LIB)             | ۲   | ۳    | ۴    | ۹     |
| ۱۸              | قطر (QAT)               | ۲   | ۲    | ۸    | ۱۲    |
| ۱۸              | لائوس (LAO)             | ۲   | ۲    | ۸    | ۱۲    |
| ۲۰              | هند (IND)               | ۲   | ۱    | ۷    | ۱۰    |
| ۲۱              | سنگاپور (SIN)           | ۲   | ۰    | ۲    | ۴     |
| ۲۲              | کویت (KUW)              | ۱   | ۴    | ۶    | ۱۱    |
| ۲۳              | ترکمنستان (TKM)         | ۱   | ۳    | ۷    | ۱۱    |
| ۲۴              | سوریه (SYR)             | ۱   | ۱    | ۶    | ۸     |
| ۲۵              | یمن (YEM)               | ۱   | ۱    | ۰    | ۲     |
| ۲۶              | تاجیکستان (TJK)         | ۱   | ۰    | ۲    | ۳     |
| ۲۷              | برونئی (BRU)            | ۱   | ۰    | ۰    | ۱     |
| ۲۸              | مالزی (MAS)             | ۰   | ۸    | ۸    | ۱۶    |
| ۲۹              | قرقیزستان (KGZ)         | ۰   | ۳    | ۳    | ۶     |
| ۳۰              | عراق (IRQ)              | ۰   | ۲    | ۳    | ۵     |
| ۳۱              | افغانستان (AFG)         | ۰   | ۲    | ۲    | ۴     |
| ۳۲              | میانمار (MYA)           | ۰   | ۱    | ۲    | ۳     |
| ۳۳              | عمان (OMA)              | ۰   | ۱    | ۰    | ۱     |
| ۳۳              | ماکائو (MAC)            | ۰   | ۱    | ۰    | ۱     |
| ۳۵              | سری‌لانکا (SRI)          | ۰   | ۰    | ۲    | ۲     |
| ۳۶              | اردن (JOR)              | ۰   | ۰    | ۱    | ۱     |
| ۳۶              | نپال (NEP)              | ۰   | ۰    | ۱    | ۱     |
| ۳۶              | کامبوج (CAM)            | ۰   | ۰    | ۱    | ۱     |
| مجموع (۳۸ کشور) | مجموع (۳۸ کشور)         | ۱۶۵ | ۱۶۶  | ۲۳۸  | ۵۶۹   |

## مدال آوران ایران
نمایندگان کاروان ورزشی ایران موفق به کسب ۳۱ مدال طلا، نقره و برنز شدند.
مدال‌آوران طلا:
کشتی ساحلی: جابرصادق زاده،محمد نادری و کامران حسینی جم
موی تای: کاوه سلیمانی
دوومیدانی: سبحان طاهرخانی پرش طول
کوراش: قنبرعلی قنبری
پرورش اندام: جواد سلطانی
فوتبال ساحلی:قهرمان
کبدی:طلا
مدال آوران نقره:
موی تای: محمود ستاری و حسین کرمی
پرورش اندام: روح اله میر نورالهی
کوراش:هادی قدیمی و علی دهقانی فرد
سامبو:احسان کریمیان
جوجیتسو:احمدرضا عیدی،امیر حسین خادمیان و محمد منصوری داور
دوومیدانی:رضا قاسمی در دو ۶۰ متر، جعفر مرادی، محمدرضا ابوترابی و محمد جواد صیادی در بخش تیمی صحرا نوردی
فوتوالی: نایب قهرمان
واترپلو:نایب قهرمان
والیبال ساحلی:نایب قهرمان
مدال‌آوران برنز:
سامبو: یوسف کریمیان
موی تای:یاسین احمدی
جوجیتسو:علی اصغر دوکوهکی و ایرج امیر خانی
کوراش:الیاس علی اکبری و حمیدقلی حسنقه  
سپک تاکرا:۲ مدال برنز